# ياسين الحافظ
ياسين الحافظ مفكر سوري، يعتبر الحافظ من أهم المنظرين الماركسيين العرب والذين حاولوا العمل على تعريب الماركسية واستخدامها لفهم ونقد المجتمع العربي وتغييره فيما بعد.

## حياته
ولد ياسين الحافظ في مدينة دير الزور بـالجمهورية العربية السورية عام 1930.
و كان من الذين شاركوا في حرب 1948 في فلسطين. كما أنتسب مبكرا إلى حزب البعث العربي الاشتراكي، وخلال خدمة العلم تعرف إلى شريك عمره وصديقه، الياس مرقص الذي كان عضوا في الحزب الشيوعي السوري، وسيبدأ في هذا الوقت مشروعه النقدي للماركسية المسفيتة والاهتمام بالبعد القومي.
تحت تأثير مرقص سيبدا تعرف الحافظ إلى الفكر الماركسي.
بعد تسلم حزب البعث السلطة في الثامن من آذار عام 1963 في الجمهورية السورية لعب الحافظ دورا هاما في المؤتمر القومي السادس حيث انه كلف بكتابة «بعض المنطلقات النظرية لحزب البعث» والتي ستقوم مقام الوثيقة الثانية من حيث أهميتها في المرجعية النظرية لحزب البعث، إضافة إلى دستور حزب البعث.
بعد العام 1963 سيبدأ الخلاف في حزب البعث بين التيار اليساري والممثل وقتها بالقيادة القطرية لحزب البعث في سوريا والتيار اليميني والممثل بالقيادة القومية. إلى جانب هذين التيارين سيظهر الاثر النظري الكبير للمجموعة المتمركسة في حزب البعث على الصياغات النظرية للتيار اليساري، ومن ابرز أسماء هذه المجموعة إضافة إلى ياسين الحافظ كان حمود الشوفي، والذي سيتم طرده خلال هذا الصراع.
في شباط 1966 ستقوم حركة شباط والتي نفذتها القيادة القطرية للحزب (صلاح جديد، حافظ الأسد، نور الدين الأتاسي) بانقلابها على التيار القومي في حزب البعث (ميشال عفلق، صلاح الدين بيطار، أمين الحافظ، محمد عمران) وتستلم الحكم في سوريا ويبدا عندها ما يعرف بالعهد الشباطي والذي سيستمر حتى استلام حافظ الاسد للسلطة عام 1970.
بعد هزيمة حزيران 67 وتحت تأثيرها المفجع سيفكر الحافظ بالانتحار ولكنه سيعدل عن فكرته لشعور بالمسؤلية تجاه زوجته واولأده، واكتشافه وقتها للطرح التاريخاني لعبد الله العروي دورا هاما في منحاه الفكري، والانتقال إلى العمل الجاد من اجل تطوير ماركسية تاريخانية وسيتبادل عددا من الرسائل مع العروي.
بعد انتصار التيار اليساري سيتوسع الخلاف مع المجموعة المتأثرة بالماركسية والتي ستنشق وتعدّ لمؤتمرها عام 1967 تحت اسم المؤيمر القومي السابع لحزب البعث اليساري، والذي سيتحول إلى المؤتمر الأول الأول لحزب العمال الثوري العربي تحت قيادة ياسين الحافظ.
ضم المؤتمر وقتها المجموعة الماركسية السورية بقيادة الحافظ بالإضافة إلى المجموعة الماركسية البعثية بقيادة صلاح السعدي إضافة إلى أعضاء سابقين من الحزب الشيوعي السوري وسيتم اعتماد البعد القومي في تنظيم الحزب، كما كان الحال في حزب البعث العربي الاشتراكي وستكون الاهمية وقتها لفرعي سوريا والعراق إضافة إلى فرع لبنان.
ستمثل الماركسية مرجعية للحزب الجديد، ولكن على المستوى العربي ستمثل أعمال الحافظ إضافة إلى أعمال الياس مرقص وعبد الله العروي، وكذلك سمير أمين وجورج طرابيشي وقتها المرجعية النظرية العربية لحزب العمال والذي شكل وقتها أهم وأول انشقاق عن حزب عربي موجود في السلطة.
لكن لن يستمر حزب العمال بزخمه القوي الا لفترة قصييرة حيث سيتركه الفرع العراقي، بعد خلاف بينهما وتولى التحقيق فيه الحافظ نفسه والذي انتهى إلى فصل السعدي لكونه أكثر إقليمية (وقطرية) من كونه قوميا، وعندها سياخذ السعدي معه غالبية الفرع العراقي.
اما الفرع اللبناني وخلال الحرب الاهلية فإنه سينضوي تحت الحزب التقدمي الاشتراكي بغالبيته، وضدا من رغبة الحافظ وهكذا سينحصر وجود الحزب في سوريا.اعتقل الحافظ مرة وحيدة في سوريا ولمدة عام، ووقتها جاوره في زنزانته جورج حبش، الأمين العام لمنظمة الجبهة الشعبية لتحرير فلسطين، وبعد إطلاق سراحه سيغادر إلى بيروت سنة 1968 حيث سيقوم بنشر جريدة الثورة العربية وإنشاء دار الحقيقة (مع شريكه الياس مرقص)ومجلة الوحدة العربية.
كان تاثير الحافظ مهما كما بدا عند الاعداد لوثائق المؤتمر السادس للحزب الشيوعي السوري/ المكتب السياسي حيث سيقوم امينه العام وقتها، رياض الترك، بعرض هذه الوثائق على الحافظ ومرقص وأخذ رأيهما فيها. كما ستتلمذ على يدي الحافظ أسماء عدة من المثقفين السوريين كجورج طرابيشي وميشال كيلو واللبنانيين كجوزف سماحة.
عام 1978 توفي الحافظ بمرض السرطان في بيروت ودفن في سوريا دمشق

## فكر ياسين الحافظ
تمتاز البنية الفكرية للحافظ بسعيها إلى إعادة ربط المسألة القومية بالماركسية بعد تعريبها. تعريب الماركسية هو مفهوم مفتاحي في فكرالحافظ ويعني فيه ضرورة ملاءمة المنهج الماركسي مع ما يناسب البيئة العربية حتى يستطيع دراستها من ناحية، ومن ناحية ثانية ضرورة التحليل الماركسي للواقع العربي وعدم الاكثفاء بنقل المهمات التاريخية أو الواجبات التي على الماركسيين انجازها والتي تحدد لهم من قبل الرفاق السوفييت.
ما يحدد مهمة الماركسية هنا هو المجتمع العربي ذاته وهمومه. في هذه النقطة سيتعرف الحافظ على التاريخانية لدى العروي، وهي متأثرة بأعمال جورج لوكاش وأنطونيو غرامشي.
تدل التاريخانية لدى العروي والحافظ على أن التاريخ، بعد نشوء الرأسمالية، يسير في اتجاه التقدم والتطور كما أن حاضر أوروبا هو مستقبل العرب، الذين عليهم السعي إلى إعادة إنتاج الحداثة الاوربية في العالم العربي.
من هنا لن يكون التعارض مع البرجوازية أو الإقطاعية انما مع التخلف العربي، الفوات التاريخي كما يقول الحافظ. 
الفوات التاريخي يعني التأكيد على الطبيعة المتأخرة والمتخلفة للمجتمع العربي بكامل طبقاته وعاداته ووعيه، ولهذا فالتاريخانية تؤكد على ضرورة انجاز التحديث العقلي (التنوير) وإلا فإننا لن نكسب الا تأخراكية (تأخر- اشتراكية) كما يقول الحافظ. أي ان الانتقال إلى الاشتراكية بدون بنائها على مضمون تنويري وحداثي يعني اننا لن نستعيد الا القبلية وعلاقات مادون المدنية خلف صياغات اشنراكية.
التاريخانية تؤكد هنا على ضرورة دمج المراحل التاريخية وتسريعها عبر الدور المحوري للمثقف الثوري الذي يملك وعيا مطابقا (أو وعي بالواقع الذي يعيشه واتجاه تغيير هذا الواقع) ووعيا كوني (وعيا للعصر الذي يعيشه) ووعيا تاريخانيا (أي لحركة التاريخ)
عبر هذا المثقف (الانتلجنسيا الثورية) يمكن انجاز الليبرالية التنويرية دون الحاجة إلى المرور بالمرحلة البرجوازية ذاتها.
بالمقابل سينقد الحافظ وبشدة اللاعقلانية التي بدت واضحة لدى الانطمة العربية الثورية (وخاصة التجربة الناصرية والتي طالما تعاطف الحافظ مع بطلها جمال عبد الناصر) والتي اكدت للحافظ استحالة بناء الاشتراكية على ارضية غير حديثة.
هذا الاهتمام بالحداثة والعقلنة لدى الحافظ دفعه إلى إعطاء اهتمام كبير بمسألة الديمقراطية والتي كان الحافظ من أول من طرحها وبشكل واضح على المستوى الماركسي العربي، كذلك مسألة الاندماج القومي والذي عنى فيه الحافظ الانتقال من ولاءات غير وطنية وتنفي الصفة السياسية عن الشعب، كالروابط العشائرية أو الطائفية، إلى المجتمع-الامة كرابطة حديثة يتمثل عبرها الشعب الذي لا يمثل لدى الحافظ مجموعة لغوية وهوية متماثلة –كما كان الحال لدى القوميين العرب- انما هو دلالة على هوية سياسية للشعب كمصدر للسلطات ومؤلف من مواطنين أحرار.
بهذا الشكل يمكن النظر للحافظ على انه أطلق الخطوات الأولى في السعي إلى إعادة الاعتبار إلى القضية القومية والديمقراطية في الفكر الماركسي، وإلى التأكيد على الضرورة الحتمية للحداثة كبنية تحتية للاشتراكية العربية.

## نقد الحافظ
من الاعتراضات التي وجهت إلى فكر الحافظ، محورية دور المثقفين لديه، والذين يرتكز علهيم صلب مشروعه فيما يتعلق بالوعي المطابق والكوني والتاريخاني.
بهذا الحال يصبح المثقفون مطلعون على الحقيقة الكلية للتاريخ وما عليهم الا إعادة إنتاجها مرة أخرى من ناحية، ومن ناحية أخرى كيفية جعل هذا الدور المحوري للمثقفين موضوع عملي وواقعي.
الاعتراض الآخر يتعلق بمفهوم التاريخانية ذاتها، والذي تعرض إلى هزات فعلية مع السقوط المدوي للتجربة الاشتراكية في المنظومة الاشتراكية، واعادة النظر في مسألة حتمية المراحل والتي اطلقت شرارة الماركسية الجديدة في أوروبا (مدرسة فرانكفورت- نظرية التبعية-وغيرهم) بعد الفشل في حصول الثورة التي اعتبرت حتمية تاريخية. إعادة النظر هذه استوجبت إعادة النظر بمفهوم التاريخ ذاته ومرحلته والغائية التي تستبطنها التاريخانية فيه.
مفهوم الفوات التاريخي للحافظ لم يكن واضحا تماما في معناه ومحتواه ولكنه استخدمه في أغلب الحالات للدلالة على التأخر الناتج عن التأخر باللحاق بالنظام العالمي، بسبب الظرف التاريخي السابق على الصدمة الحضارية الاوربية، وهو ما اعادت مدرسة التبعية ونظرية النظام العالمي النظر فيه، حيث ان التخلف كما تبين دراسات هاتين المدرستين ليس نتاجا للتخلف انما نتاج للاندماج بالنظام العالمي (الرأسمالي) والذي يعيد هو نفسه إنتاج هذا التخلف مرة أخرى.
بالمقابل يعترض طرابيشي في مراجعة لفكر الحافظ على موقف الحافظ من البرجوازية ودورها، حيث رأى الحافظ ان البرجوازية عاجزة عن قيادة الثورة الديمقراطية (البرجوازية) ولهذا فعلى الطبقة العاملة وبقيادة المثقفين الثوريين انجاز هذه الثورة، بينما يرى طرابيشي هذه الرؤية قسرا للتاريخ حيث ان لا إمكانية لليبرالية التنويرية التي سعى إليها الحافظ إلا من خلال سند طبقي لهذه المرحلة التاريخية وهو البرجوازية حكما، وأن جميع المحاولات لتجاوز الدور التاريخي للبرجوازية سيؤدي إلى أنظمة أسوأ من الرأسمالية نفسها

## أعمال الحافظ
المؤلفات (الكتب)
- حلول قضايا الثورة العربية /عام 1965.
- الآفاق الاستراتيجية للثورة العربية/عام 1969.
- اللاعقلانية في السياسة العربية /عام 1975.
- التجربة التاريخية الفيتنامية / عام 1976.
- الهزيمة والايديولوجيا المهزومة
- في المسألة القومية الديمقراطية

## الترجمات عن الفرنسية
- التخلف والتنمية في العالم.
- الماركسية اللينينية أمام مشكلات الثورة في العالم غير الأوربي.
- مأزق العالم الثالث.
- حول الدين.
- الإسلام في عظمته الأولى.